# Fantawestern

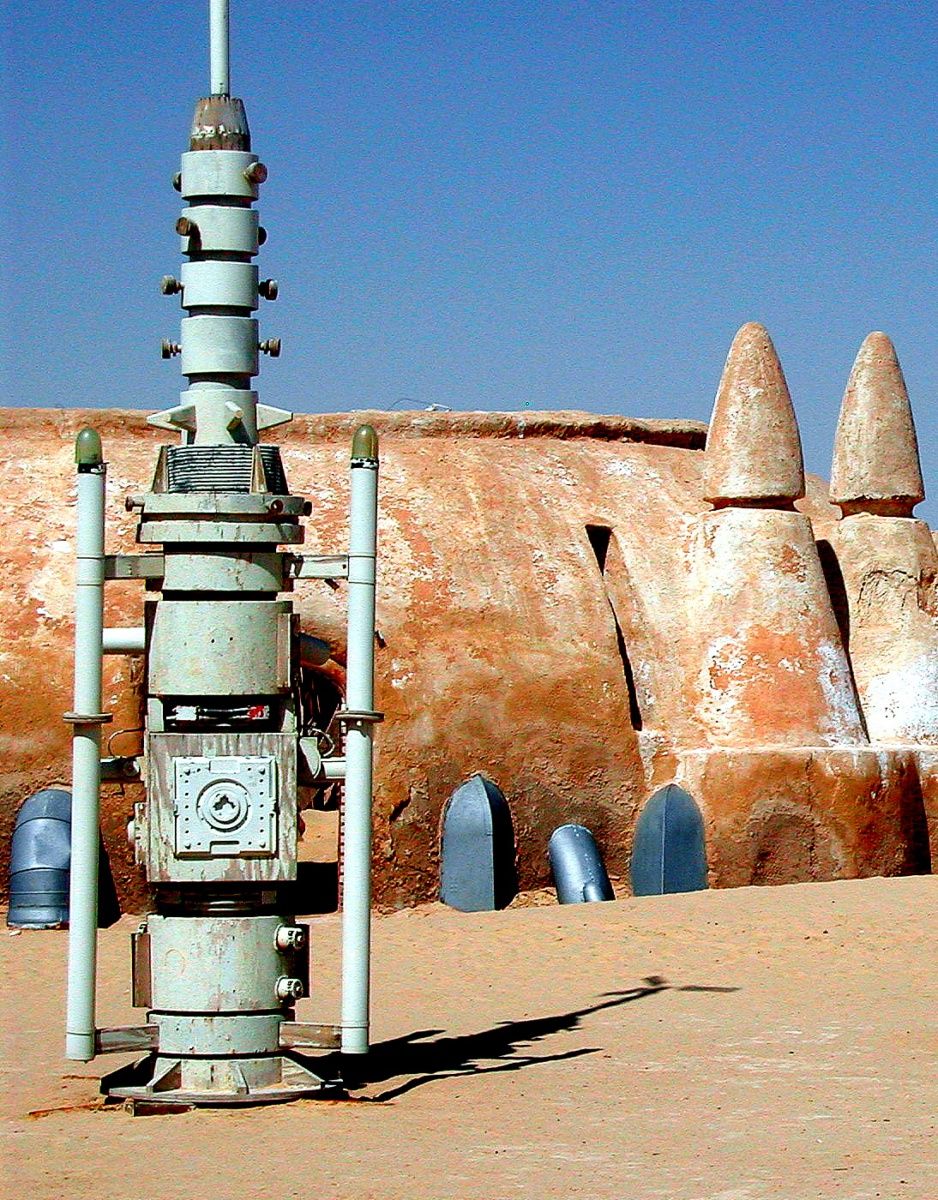
Set per il pianeta Tatooine nel film Guerre stellari (deserto della Tunisia), un'ambientazione influenzata dalle storie di frontiera.

Il fantawestern (o fanta-western) è un filone delle opere narrative frutto di contaminazione tra generi che mescola liberamente western e fantastico, tipicamente fantascienza ma anche fantasy e orrore (weird western).

## Caratteristiche
Un fantawestern è solitamente una storia ambientata nel vecchio West ottocentesco - o in un mondo simile - in cui è presente tecnologia moderna o futura. L'anacronismo tecnologico di queste storie è giustificato in vario modo: potrebbe essersi verificata una rivoluzione industriale/tecnologica prima che altrove, oppure è stata importata una tecnologia da un altro tempo o luogo, o ancora si tratta uno scenario postapocalittico in cui sono rimasti intatti solo alcuni elementi tecnologici. Il genere si sovrappone spesso con lo steampunk e a volte con l'ucronìa (storia alternativa).
Dal momento che - come sostiene James Gunn - gli elementi caratteristici della fantascienza possono verificarsi in qualsiasi ambiente, la fantascienza si presta alla combinazione con altri generi. Nel 1953 il romanziere e drammaturgo J. B. Priestley ha descritto il "Western" come uno dei tre tipi della fantascienza.
Il termine italiano "fantawestern" (una parola macedonia che fonde assieme "fantastico" e "western", come in "fantascienza") è presente almeno fin dal 1967, quando era utilizzato dal critico cinematografico Morando Morandini come titolo per una rubrica pubblicata nell'Almanacco letterario Bompiani e sottotitolata "Dizionarietto del western italiano"; inizialmente si trattava dunque di un modo ironico per riferirsi agli spaghetti western, considerati evidentemente poco realistici. In inglese invece è invalso l'uso di "weird West" (o "weird western") per indicare le storie western con elementi fantastici, orrorifici e soprannaturali, e di "space western" per le storie fantascientifiche avventurose "di tipo western" ambientate nello spazio e su altri mondi.

## Storia

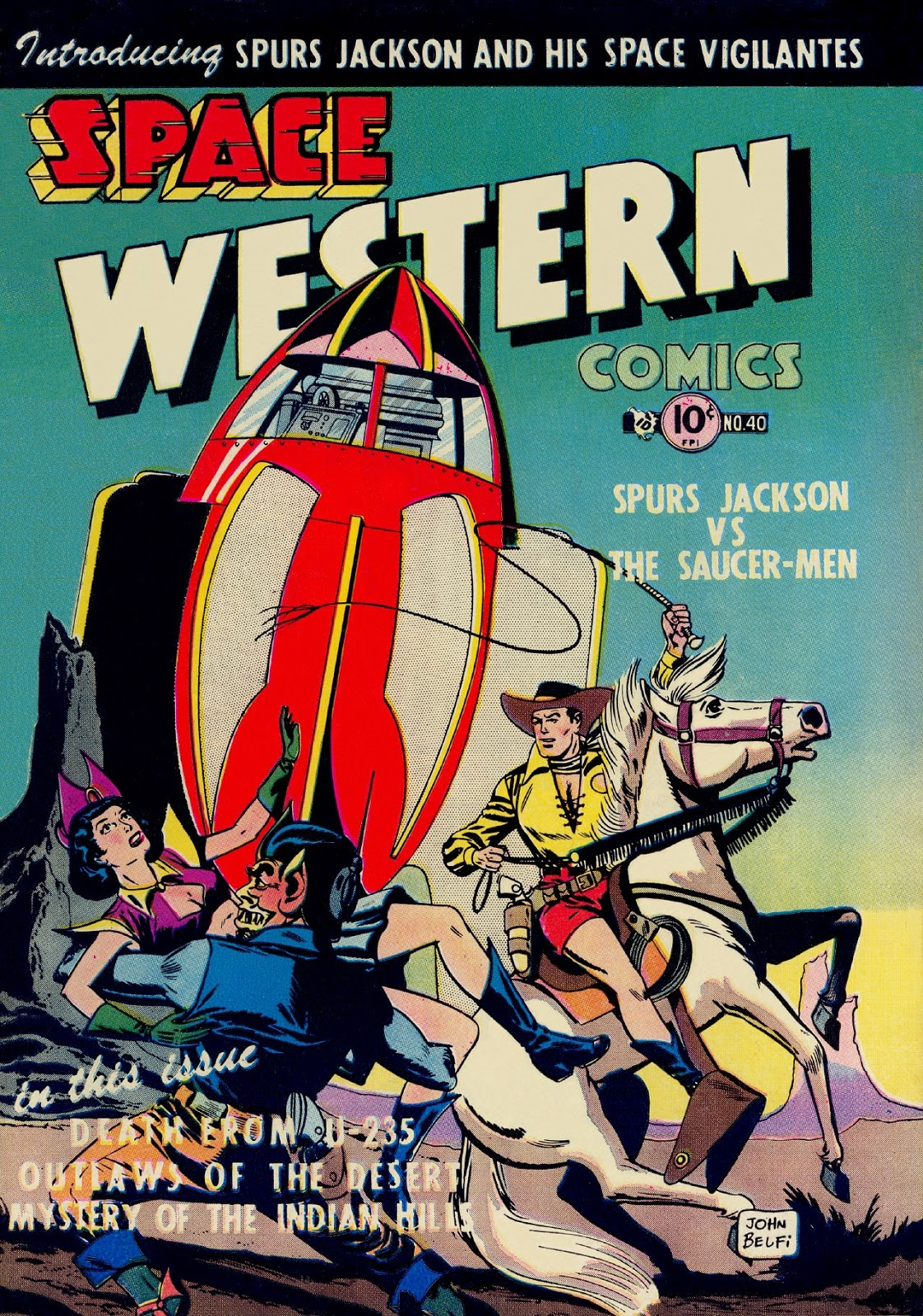
Copertina a rivista a fumetti Space Western comics, ottobre 1952

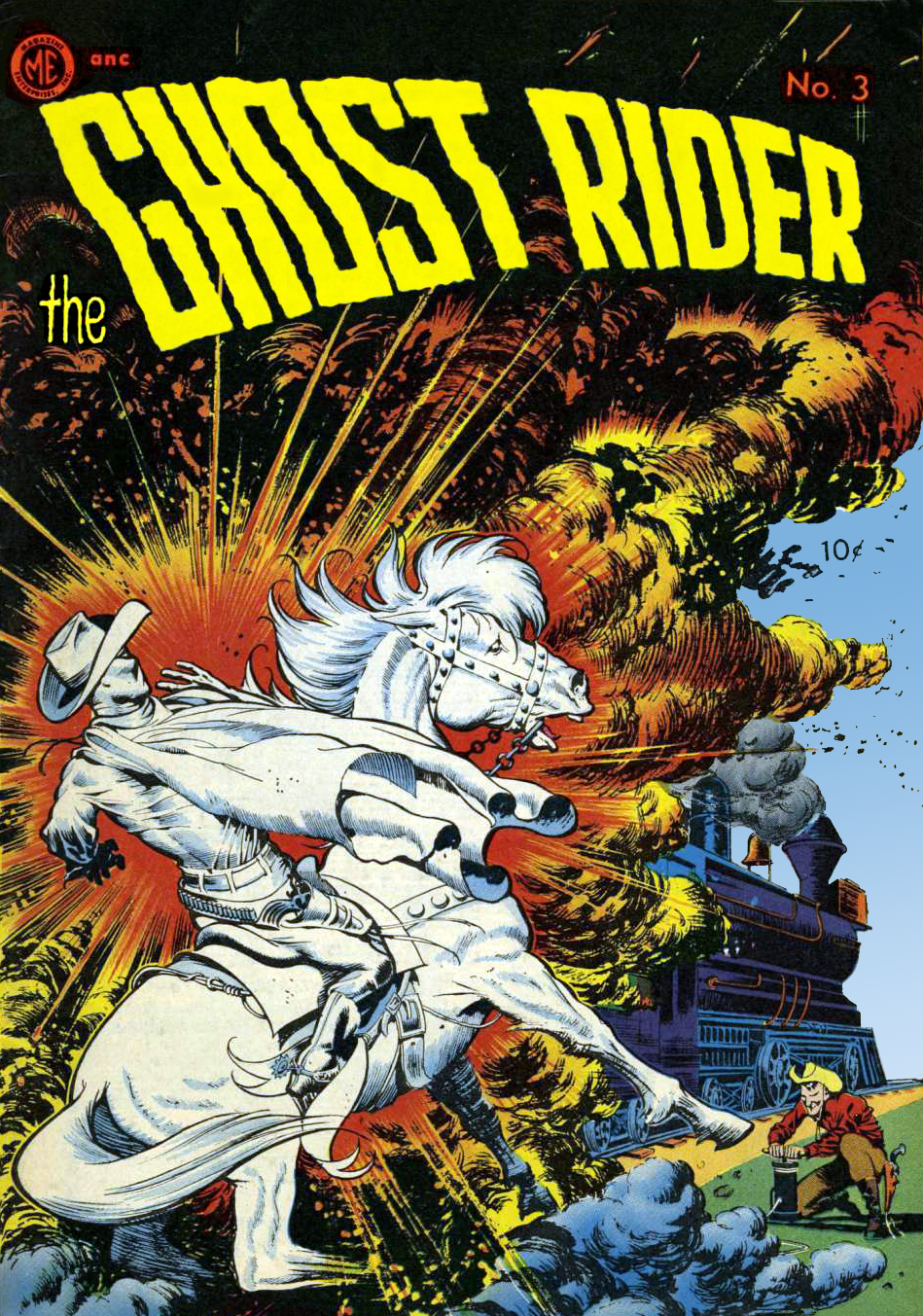
Copertina a rivista a fumetti Ghost Rider, 1951.

Per cercare un precursore di questo filone è possibile risalire al racconto The Huge Hunter, or the Steam Man of the Prairies di Edward S. Ellis (1868, ristampato sei volte fino al 1904), considerata la prima dime novel di fantascienza americana e uno dei primi esempi di edisonata. Ellis fu un prolifico scrittore del XIX secolo conosciuto come storico e biografo e fonte dei primi racconti eroici di frontiera nello stile di James Fenimore Cooper.
Il primo esempio di fantawestern al cinema potrebbe essere L'impero fantasma (The Phantom Empire), un serial cinematografico del 1935 con protagonista un cowboy canterino che tiene un programma radio e lotta contro un misterioso impero sotterraneo che dispone di mirabolanti (per l'epoca) invenzioni tecnologiche, tra cui la televisione. Non si tratta comunque di un caso isolato:
(FantaFilm)
Da allora, opere di questo filone sono apparse al cinema, televisione, nella narrativa, nei fumetti e negli altri media. Il film del 1956 La valle dei disperati (The Beast of Hollow Mountain) è il primo esempio di pellicola in cui sono presenti cowboys e dinosauri, un mix che sarebbe stato ripreso dodici anni dopo con effetti speciali più convincenti da Ray Harryhausen ne La vendetta di Gwangi (1968).
La serie televisiva Selvaggio West (The Wild Wild West) trasmessa negli Stati Uniti dal 1965 al 1969, in un'epoca in cui il genere del western stavano perdendo terreno in favore di quello spionistico, fu concepita come un "James Bond sulla groppa di un cavallo". Con le sue invenzioni fantastiche e strampalate, questa serie è rimasta uno degli esempi più noti di fantawestern ed è stata ripresa nel film commedia Wild Wild West del 1999.
Nel 1972 apparve l'albo a fumetti Weird Western Tales della DC Comics (il cui nome fa il verso alla celebre rivista Weird Tales nata nel 1923). Da allora nel contesto anglosassone ci si riferisce a "Weird West" o "Weird western" per il tipo di storie di ambientazione western con elementi soprannaturali o fantascientifici. Il genere fu ulteriormente reso popolare da Joe R. Lansdale, autore che "è meglio conosciuto per i suoi racconti di 'weird west', un genere che mescola splatterpunk con storia alternativa western quasi interamente definito dall'autore nei primi anni novanta. La sua opera si legge un po' come una specie di folklore in cui si dilettasse Mark Twain (o gotico in cui fosse coinvolta Flannery O'Connor), ma con zombie e gore".
Il genere ha avuto un certo successo anche nei videogiochi, con titoli apparentemente ispirati ai B-movie che vedono eroici cowboy in lotta contro zombie e altre creature soprannaturali.

## La frontiera dello spazio

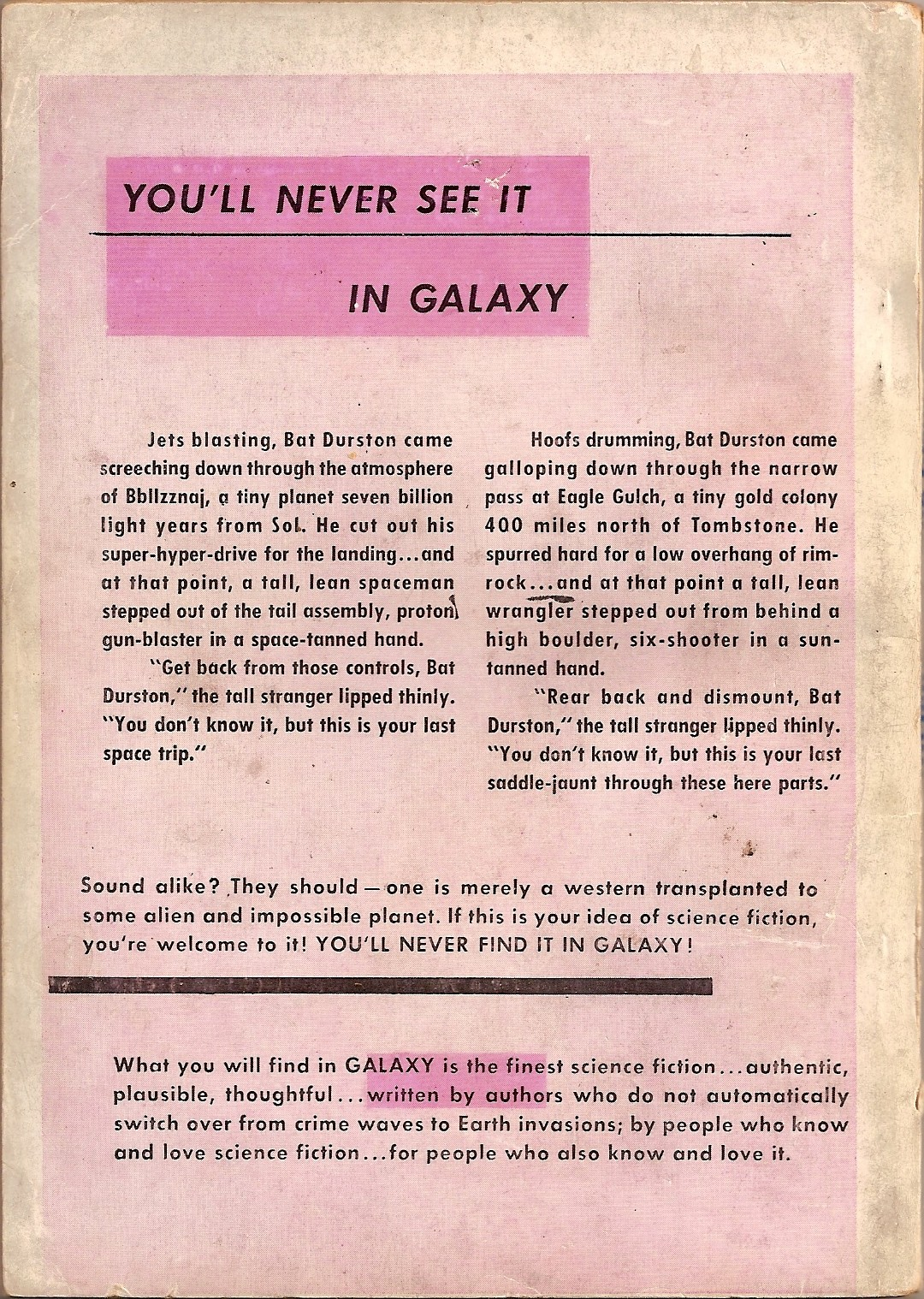
Retrocopertina della rivista Galaxy Science Fiction, ottobre 1950, in cui il fondatore della rivista H.L. Gold avvisa che non avrebbe mai pubblicato storie di fantascienza simil-western.

Un altro filone con tematiche "western" collegate alla fantascienza è il cosiddetto "western spaziale" (space western), che può essere visto come un sottogenere - o meglio un approccio - della space opera che traspone i temi della narrativa e del cinema del vecchio West americano nel contesto futuribile della nuova frontiera dello spazio. Queste storie di solito coinvolgono mondi colonizzati "di frontiera" - spesso colonie appena terraformate o insediate - che servono come sottofondo a quel contesto di illegalità ed espansione economica che fu predominante nel West americano.
Il film del 1969 Luna zero due (Moon Zero Two) del regista britannico Roy Ward Baker, uno dei titoli della Hammer, è stato promosso come "il primo 'western' lunare".
L'influenza del western sulla concezione originale di Star Trek, serie sviluppata da Gene Roddenberry nella seconda metà degli anni sessanta, è evidente già nella frase di apertura di ogni episodio: "Spazio, ultima frontiera ...". Roddenberry presentò ai dirigenti del network televisivo l'idea di Star Trek come di un "Carovane verso le stelle" ("Wagon Train to the stars"), facendo riferimento a una serie televisiva western all'epoca molto popolare, Carovane verso il West (Wagon Train).
Nel film Guerre stellari del 1977 costituiscono degli evidenti richiami al western lo scenario di Tatooine, pianeta desertico ai margini della civiltà in cui si svolge la prima parte della storia, e il personaggio del contrabbandiere Ian Solo, con il suo abbigliamento da pistolero e la sparatoria al bar di Mos Eisley che somiglia a un saloon. Alcuni critici collocano non solo Guerre stellari, ma anche Dune (1984) di David Lynch tra i "western interstellari", cioè i film di fantascienza avventurosa che "hanno invaso gli spazi un tempo occupati da film come Il grande cielo o Sentieri selvaggi".
Alcuni altri esempi sono il film I magnifici sette nello spazio (Battle Beyond the Stars, 1980) di Jimmy T. Murakami, un libero rifacimento futuribile de I magnifici sette (1960); il film con Sean Connery Atmosfera zero (Outland, 1981), vagamente ispirato alla trama di Mezzogiorno di fuoco; la serie tv Firefly e il suo seguito cinematografico Serenity di Joss Whedon, come pure le serie manga e anime Trigun, Outlaw Star e Cowboy Bebop.
Questa visione di futuro nello stile delle "storie di frontiera" comunque è solo uno dei tanti modi per guardare all'esplorazione dello spazio e non l'unico abbracciato dagli scrittori di fantascienza. Tale approccio è stato oggetto di critiche.
Nella prima metà del Novecento, nel periodo delle riviste pulp e in seguito nell'epoca d'oro della fantascienza americana - quando il western godeva di grande popolarità - era frequente incontrare storie fantascientifiche avventurose in cui un eroe solitario cambiava il suo cavallo con un razzo e la sua sei colpi con un disgregatore.
Si tratta in definitiva di un modo facile per riciclare trame e personaggi delle vecchie storie nel nuovo contesto.
La rivista Galaxy Science Fiction pubblicò nel 1950 un annuncio nel retrocopertina intitolato "Non lo vedrai mai su Galaxy" che stigmatizzava il genere e ha dato inizio a immaginarie storie di western parallelo e fantascienza con un personaggio di nome Bat Durston. Da allora in poi il genere del western spaziale è stato informalmente e spesso beffardamente noto come storie alla "Bat Durston".
Il Turkey City Lexicon, un documento prodotto dal Turkey City Writer's Workshop, condanna a sua volta lo Space Western come "La più perniciosa serie di 'mobilia usata' [cioè, l'uso di uno sfondo prestabilito invece di un mondo appena creato]".

## Filmografia
Alcuni film che presentano evidenti commistioni tra elementi western e fantascientifici.
- L'impero fantasma (The Phantom Empire, 1935), serial cinematografico ridotto anche in un film (Radio Ranch o Men with Steel Faces) nel 1940.
- Tumbledown Ranch in Arizona (1941) di S. Roy Luby con Ray Corrigan, incentrato sul viaggio indietro nel tempo fino al vecchio West.
- La valle dei disperati (The Beast of Hollow Mountain, 1956), primo esempio di pellicola con cowboys e dinosauri.[9]
- Lo scorpione nero (The Black Scorpion, 1957), di Edward Ludwig con gli effetti speciali di Willis O'Brien, una storia di mostri giganti ambientata in Messico.
- Teenage Monster (1958) di Jacques R. Marquette; film a basso costo in cui un adolescente dopo essere venuto in contatto con una meteora si trasforma in un essere peloso e psicopatico.
- La nave dei mostri (La nave de los monstruos) di Rogelio A. González (1960). Bizzarra commistione di fantascienza e commedia ranchera prodotta in Messico.
- Jesse James Meets Frankenstein's Daughter (1966) di William Beaudine, un fanta-horror che trasporta Frankenstein nel vecchio West.
- Selvaggio west (The Wild Wild West), serie tv statunitense (1965-1969), con temi spionistici in un'ambientazione western;[11] ripresa in un film del 1999.
- Bang Bang Kid (1967) di Stanley Prager, con Tom Bosley, caso raro di western all'italiana con elementi fantascientifici che vede un inventore nominare sceriffo un robot-pistolero comandato a distanza con un transistor di sua creazione in una cittadina di frontiera.
- Luna zero due (Moon Zero Two, 1969) di Roy Ward Baker. Prodotto dalla Hammer Films, fu promosso come "il primo 'western' lunare" ed è stato citato come uno dei primi esempi di space opera di chiara impronta western, con i cliché tipici di quel genere.[23]
- La vendetta di Gwangi (The Valley of Gwangi, 1969): dei cowboy del primo Novecento alla caccia di un Tirannosauro.
- Il mondo dei robot (Westworld, 1973); in un parco tematico del futuro viene ricreata l'ambientazione tipica del vecchio West, ma i robot si ribellano.[23]
- Get Mean (1975) di Ferdinando Baldi, con Tony Anthony, curioso esempio di incrocio tra lo spaghetti-wetern e il cinema fantastico più puri; la storia, a dir poco bizzarra, vede un pistolero americano dell'800 recarsi in una magica Spagna medievaleggiante in cui si ritroverà ad avere a che fare con cavalieri, vichinghi, barbari, mori, zingari, spettri, chiese maledette e luoghi stregati.
- Gli avventurieri del pianeta Terra (The Ultimate Warrior, 1975) di Robert Clouse. Postapocalittico.[23]
- I magnifici sette nello spazio (Battle Beyond the Stars, 1980) di Jimmy T. Murakami, un libero rifacimento futuristico de I magnifici sette (1960, a sua volta remake western de I sette samurai del 1954).
- Alle soglie del futuro (Beyond Westworld, 1980), breve serie tv ispirata al film Il mondo dei robot.
- Atmosfera zero (Outland, 1981) di Peter Hyams. È stato descritto come un "western spaziale"[24] con numerose similitudini con Mezzogiorno di fuoco.[25][26]
- Timerider (Timerider: The Adventure of Lyle Swann, 1982). Un motociclista viaggia indietro nel tempo fino al 1877, dove combatte contro dei fuorilegge.
- Gli angeli dell'odio (World Gone Wild, 1988) di Lee Katzin. Pellicola postapocalittica minore, con chiari riferimenti western.[23]
- Ritorno al futuro - Parte III (Back to the Future Part III, 1990), terzo episodio della trilogia sui viaggi nel tempo, interamente ambientato nel selvaggio West.
- Anno 2053 - La grande fuga (Neon City, 1991) di Monte Markham. Postapocalittico.[23]
- Il West del futuro (Oblivion 2: Blacklash, 1994) di Sam Irvin, ambientato in un mondo alieno simil-western.
- Wild Wild West (1999) di Barry Sonnenfeld, commedia steampunk ispirata alla serie televisiva Selvaggio West (The Wild Wild West) degli anni sessanta.
- Firefly, serie televisiva (2002-2003) ambientata in mondi di frontiera da poco colonizzati, che mescola esplicitamente i principali stilemi western con la space opera.
- Tremors 4 - Agli inizi della leggenda (Tremors 4: The Legend Begins, 2004); una cittadina di frontiera scopre dei mostri.
- Ghost Rider (2007), pellicola ispirata all'omonimo supereroe dei fumetti della Marvel, mescola azione, horror soprannaturale e western.
- Codice Genesi (The Book of Eli, 2010) di Albert e Allen Hughes, postapocalittico[27]
- Jonah Hex (2010) di Jimmy Hayward, ispirato all'omonimo personaggio dei fumetti DC Comics. Il protagonista è un cacciatore di taglie che parla con i morti.
- Priest (2011)[28] di Scott Stewart, adattamento cinematografico dell'omonimo fumetto coreano di Hyung Min-woo; postapocalittico con vampiri.
- Cowboys & Aliens (2011), ispirato all'omonimo romanzo grafico.
- Exit Humanity (2011), western-horror[29] ambientato durante la guerra civile americana.[30]
- Westworld - Dove tutto è concesso (Westworld, 2016), serie tv ispirata al film Il mondo dei robot.